# Simulium piperi
Simulium piperi är en tvåvingeart som beskrevs av Dyar och Shannon 1927. Simulium piperi ingår i släktet Simulium och familjen knott. Inga underarter finns listade i Catalogue of Life.